# Pahlawan Asad
Pahlawan Asad (+ 16 de febrer de 1375) fou un noble farsi (el seu nom vol dir "El lleó heroic" que fou governador de Kirman on es va revoltar obertament el 1374 i va tenir el control del país fins al 1375.
Fou nomenat governador de Kirman per Shah Shuja. Un temps després Shah Yahya de Yadz i l'amir Mahmud ben Qutb al-Din Sulayman-shah, el van incitar a la rebel·lió. Però la presència de la “Mare de Reis” Khan Qutlugh (mare de Shah Shuja i reina mare com a vídua de Mubariz al-Din Muhàmmad) a Kirman, el va aturar per un temps de rebel·lar-se obertament fins que una seriosa disputa va sorgir entre lluitadors i atletes de Kirman i del Khurasan en la qual Khan Qutlugh va defensar la causa dels kirmanis i Pahlawan Asad la dels khurasanis; van seguir recriminacions i queixes i Khan Qutlugh es va retirar a Sirjan. Llavors Pahlawan Asad, sense la seva presència, va començar a reforçar les fortificacions. Shah Shuja en va tenir notícies però refusava creure que intentés rebel·lar-se; quan Pahlawan Asad va acabar de posar la ciutat en estat de defensa va començar a reclutar un exèrcit. Tot i que Shah Shuja va exhortar als seus fills a evitar disputes, el fill gran Sultan Uways es va aliar amb la tribu dels awghanis i va forjar una carta falsa en nom del seu pare dirigida a Pahlawan en la qual l'intimava a rendir Kirman al propi príncep Sultan Uways. Fins i tot va començar a avançar amb els awghanis cap a Kirman però considerant que la seva acció estava condemnada al fracàs va abandonar aquestes forces i es va dirigir a Esfahan per refugiar-se amb el seu oncle Shah Mahmud (1374).
Això va augmentar la disposició de Pahlawan a la revolta; va procedir a assetjar Lakan, el castell de vigilància de Qala-i-Kuh, fins que va rendir la fortalesa i va detenir als agents de la walidat al-Salatin (la sultana mare) forçant-los per tortura a revelar les places on es guardava el tresor; Khwaja Muhammad Ulya-abadi fou carregat de cadenes i se li van confiscar tots els bens i finalment fou assassinat; també va fer enverinar a Khwaja Shams al-Din Muhammad, anomenat al-Zahid ("l'Ascetic") i també li va confiscar les propietats; en general va començar a oprimir al poble causant un enrenou fins al punt de que Kirman ja no va recuperar la seva prosperitat durant força temps.
Shah Shuja, assabentat del que passava, va enviar a Farrash Hajji Baha al-Din a Esfahan per reconciliar-se amb els seus germans (Imad al-Din Sultan Ahmad i Shah Mahmud) i una vegada això fou obtingut va marxar cap a Kirman a través del Garmsir, per Jiraft i Bam, on va saber pel guardià Amir Husayn, detalls de la revolta de Pahlawan Asad i la tirania que comportava. Shah Shuja va avançar ràpid cap a Mahan i va arribar a la vista de la ciutat de Shah-abad, a menys de 5 km de la ciutat de Kirman. Aqui es va lliurar una ferotge batalla en que Shah Mansur (germà de Shah Yahya) i el seu oncle (?) Shah Sultan Abu Yazid amb els seus cavallers van atacar creuant per un pont cap a la porta Darwaza-i-Saadat ("Porta de la Felicitat") i van arribar a entrar a la ciutat; però Shah Shuja, que temia que fosin ferits, els va ordenar retirar-se i va encarregar dirigir el setge al seu germà Sultan Imad al-Din Sultan Ahmad. Shah Yahya, que seguia al costat dels rebels, va demanar reforços a Khwaja Ali Mu'ayyad Sabzawarí, que li va enviar un centenar d'homes manats pel sabardàrida Pahlawan Ghiyath-i-Tuni. Aquest fet és important en quant que mostra una intervenció exterior dels sabardàrides de Sabzawar. Com que Shah Yahya anava curt de diners per pagar aquesta tropa la va enviar a Pahlawan Asad, que com que temia desercions al seu exèrcit no s'atrevia a posar el peu fora de la ciutat.
Sultan Ahmad va acampar al sud de Mahan on se li va unir l'amir Muhammad dels jurmes amb els seus amirs, que havien quedat atrapats dins de la ciutat però hgavien forçat el camí per sortir-ne. Aviat el setge va esdevenir mes rigorós i la ciutat va acusar la manca de provisions. Finalment es va concedir als pobres el permís per sortir de la ciutat però molts van morir i la resta es va dispersar. Després de 8 mesos de setge, Sultan Ahmad fou cridat a Shiraz i la direcció del setge fou encomanada a Pahlawan Khurram, que va convèncer a Pahlawan Asad de rendir-se. Els dos homes es van trobar a la ciutat, al Qasr-i-Humayun, i es va acordar que Pahlawan Asad havia d'enviar al seu germà Pahlawan Muhammad ibn Tughanshah i un dels seus fills a Shiraz com hostatges i havia de rendir la ciutadella a les forces de Shah Shuja en concret a Pahlawan Ali-Shah Marniyani que tenia una tropa de cent homes. El setge de Kirman havia començar el 5 de març de 1374 i havia acabat als primers dies de desembre del mateix any (10 mesos i 20 dies). La situació va romandre a l'espera.
Hi havia un passatge secret entre la ciutadella i el Palau i Pahlawan Ali Shah va subornar a alguns dels guardians i va arribar a Palau i va matar a Pahlawan el 16 de febrer de 1375; el cap de Pahlawan Asad fou enviat a Shiraz. Shah Shuja va nomenar a Amir Ikhtiyar al-Din Hasan Qurchi com a governador de Kirman.